# Bandiera anteriore di Urad
La bandiera anteriore di Urad (乌拉特前旗S, Wūlātè Qián QíP) è una bandiera della Mongolia Interna, regione autonoma della Cina. Essa è amministrata dalla prefettura di Bayannur.